# Air Caraïbes
A Air Caraïbes é uma companhia aérea francesa com base em Guadalupe e Martinica. Serve 13 ilhas do Caribe, além de Paris.

## Frota
Em 12 de outubro de 2017 a frota era composta por:
| Modelo          | Quantidade                                         |
| --------------- | -------------------------------------------------- |
| Airbus A330-200 | 2 (1 atualmente como avião presidencial da França) |
| Airbus A330-300 | 4                                                  |
| Airbus A350-900 | 2                                                  |
| ATR 72-500      | 2                                                  |
| ATR 72-600      | 1                                                  |
| Total           | 11                                                 |